# Mirco Scarantino
Mirco Scarantino (San Cataldo, 16 de enero de 1995) es un deportista italiano que compite en halterofilia.
Ganó una medalla de bronce en el Campeonato Mundial de Halterofilia de 2018 y seis medallas en el Campeonato Europeo de Halterofilia entre los años 2014 y 2019.
Participó en dos Juegos Olímpicos de Verano, ocupando el séptimo lugar en Río de Janeiro 2016 y el 14.º en Londres 2012.

## Palmarés internacional
| Campeonato Mundial | Campeonato Mundial     | Campeonato Mundial | Campeonato Mundial |
| Año                | Lugar                  | Medalla            | Categoría          |
| ------------------ | ---------------------- | ------------------ | ------------------ |
| 2018               | Asjabad (Turkmenistán) | Medalla de bronce  | 55 kg              |
| Campeonato Europeo |                        |                    |                    |
| Año                | Lugar                  | Medalla            | Categoría          |
| 2014               | Tel Aviv (Israel)      | Medalla de plata   | 56 kg              |
| 2015               | Tiflis (Georgia)       | Medalla de bronce  | 56 kg              |
| 2016               | Førde (Noruega)        | Medalla de oro     | 56 kg              |
| 2017               | Split (Croacia)        | Medalla de oro     | 56 kg              |
| 2018               | Bucarest (Rumania)     | Medalla de plata   | 56 kg              |
| 2019               | Batumi (Georgia)       | Medalla de oro     | 55 kg              |